# Isabeli Fontana
Isabeli Bergossi Fontana, född 4 juli 1983 i Curitiba i Brasilien, är en brasiliansk fotomodell.
Isabeli Fontana har varit fotomodell för bland andra Victoria's Secret, Marie Claire, Vogue, Hennes & Mauritz och Elle.